# Tréglonou

Tréglonou este o comună în departamentul Finistère, Franța. În 1 ianuarie 2022 avea o populație de 689 de locuitori.